# Nicolas Clauss
Pour les articles homonymes, voir Clauss.
Nicolas Clauss, né en 1968 à Boulogne-Billancourt, est un artiste plasticien français, vidéaste, diplômé en psychologie sociale.

## Biographie
Après une formation en psychologie sociale expérimentale, une décennie de peinture et quelques années à parcourir le monde, l’artiste plasticien Nicolas Clauss pose les pinceaux en 2000 pour poursuivre son travail de peinture à travers la vidéo et le code informatique. Ses installations et tableaux vidéo sont des œuvres non-figées, en « ré-écriture » constante. Dans une forme d’anthropologie visuelle (parfois chorégraphique), sa démarche sonde la figure et la réalité humaine en inventant d'autres modes d'exploration de l'image en mouvement, notamment par le truchement de l’aléatoire algorithmique.

## Carrière
Il décide d'abandonner la peinture en 2000 pour se consacrer exclusivement aux œuvres interactives sur Internet ou en installation,.
Cofondateur du site LeCielEstBleu, avec Frédéric Durieu et Kristine Malden, il crée en 2001 son espace de création, le site Flying Puppet qui sera suivi par Cinq Ailleurs, J'ai 10 ans,, De l'art si je veux,,, Un palpitant, L'ardoise.
De 2000 à 2008, Clauss crée principalement des œuvres interactives exposées on et off line qui lui valent plusieurs prix dédiés à la création interactive, il collabore régulièrement avec des musiciens et principalement avec Jean-Jacques Birgé avec qui il signera Somnambules (œuvre interactive et chorégraphique pour Internet multi-primée). 
En 2008, Nicolas Clauss est cité comme « l'une des figures de l'art numérique ».
En 2011 il crée Terres arbitraires, installation pour 300 portraits et 30 écrans qui se prolongera au théâtre avec Illumination(s) d'Ahmed Madani. 
En 2013, il réalise des scènes-tableaux, adresses au public et projections vidéo au Festival Off d'Avignon.
En 2015 commence la série de portraits en mouvement, Endless portraits (exposés notamment au Centquatre-Paris et au Mucem), prenant pour modèles des inconnus, mais aussi des personnalités tels que Philippe Katerine, Denis Lavant, Tiago Rodrigues ou Édouard Louis.
Suivront Agora(s) (2015), Les Traversants (2017), Frames (2018), Endless Landscapes (série depuis 2020), Les Dansants (2022) avec des danseurs de Brazzaville, Vingt-Milles Saisons (en 2023 installation vidéo mettant en scène les portraits de 100 personnes âgées de 1 à 100 ans avec le Théâtre du Bois de l’Aune à Aix-en-Provence). Parallèlement à ses propres pièces, il collabore avec des musiciens comme Jean-Jacques Birgé, Sylvain Kassap, Uriel Barthélémi ou encore Pierre-Yves Macé (en 2023 pour Five Dolly Shots). Avec des chorégraphes et notamment Angelin Preljocaj pour la création vidéo de ses spectacles (Mythologies en 2022 avec Thomas Bangalter de Daft Punk, Requiem(s) en 2024 et Licht en 2025 avec Laurent Garnier).
Son travail a été exposé et primé internationalement (en France, Mucem, Centre Pompidou, Le 104 Paris, Fondation d'entreprise Pernod Ricard, Lux à Valence, la Filature à Mulhouse, la Condition Publique à Roubaix… Et à l'étranger, Nuit Blanche Bruxelles, MAMBO à Bogotá, Musée d’art contemporain Tamayo à Mexico - Centre Pompidou Málaga - Museo de Antioquia à Medellin, Seoul Museum of Art, Ars Electronica à Linz, Millenium Art Museum à Beijing, National Museum of Contemporary Art à Wroclaw…).

## Œuvres
Il a été exposé au Centre Pompidou, au Cent-quatre Paris, à la Filature de Mulhouse, La Condition Publique de Roubaix.
- Somnambules avec Jean-Jacques Birgé, 2003. Installation, 2006. Spectacle[22], 2006-2009

- De l'art si je veux, 2004. Installation avec Jean-Noël Montagné, 2005[23]
- Les Portes, installation avec Jean-Jacques Birgé, 2006[24]
- Un Palpitant, 2006, installation 2007[25]
- L'ardoise, installation 2006[26]
- Or not toupie, installation 2007[27]
- Îlots, installation avec le musicien Uriel Barthélémi, 2012[28]
- Terres arbitraires, installation 2013[29]
- La machine à rêves avec Jean-Jacques Birgé, 2012[30],[31]
- Agora(s), installation vidéo, 2015  [32]
- Endless Portraits, tableaux vidéo à partir de 2015[33]
- Les Traversants, Films et installation 2017[34]
- Frames, Installation vidéo 2018[35]
- Endless Landscapes, série de tableaux vidéo à partir de 2020
- Morceaux choisis, installation interactive, 2020[36]
- Les Dansants, avec des danseurs de Brazzaville, films et tableaux vidéo, 2020[37]
- Vingt Mille Saisons, installation vidéo 2022[38]
- Accords Plissés, installation vidéo avec la collection de vêtements du couturier franco-libanais Rabih Kayrouz, 2023

Collaborations pour le spectacle :
À partir de 2012 il collabore très régulièrement avec le metteur-en-scène Ahmed Madani notamment pour la trilogie Face à leur destin : Illumination(s) / F(l)ammes / Incandescences comme pour Entrée des artistes en 2023
En 2022 Nicolas Clauss collabore avec le chorégraphe Angelin Preljocaj pour le ballet Mythologies (avec Thomas Bangalter, moitié du duo Daft Punk) pour la création vidéo, suivront Requiem(s), Mythologies en 2024 puis Licht en 2025 avec Laurent Garnier)

## Prix
- Prix de la Création Nouveaux Médias Vidéoformes, Clermont-Ferrand 2004 et 2008
- Ciberart Bilbao Honorific Award for the Best Multimedia Project, 2005
- Prix Ars Electronica Honorary Mention (Net Vision), Linz, Autriche, 2004
- Prix SACD de la Création Interactive, 2004
- 1er Prix France Télécom R&D, Art Rock Festival, 2004
- Prix WebArt, Monténegro, 2004
- Special Prize of Jury, SENEF Séoul, 2003
- Récompense Sony, The Thirdplace Gallery, 2002
- Prix Spécial du Centre Pompidou, Flash Festival, 2002
- Grand Prix du meilleur site Internet de la SCAM, 2002
- Prix du concours de Net-art de la Villette Numérique 2001